# Ljubov Charlamova
Ljubov Anatoljevna Charlamova (Любовь Анатольевна Харла́мова), född den 2 mars 1981, är en rysk friidrottare som tävlar i hinderlöpning.
Charlamova deltog vid EM 2006 i Göteborg där hon slutade på fjärde plats. Efter EM stängdes hon av i två år för dopningsbrott. Hon var tillbaka vid EM 2010 där hon blev bronsmedaljör på 3 000 meter hinder.

## Personliga rekord
- 3 000 meter - 9:21,94 från 2006